# Sport-Club Freiburg 2006-2007
Questa voce raccoglie le informazioni riguardanti il Sport-Club Freiburg nelle competizioni ufficiali della stagione 2006-2007.

## Stagione
Nella stagione 2006-2007 il Friburgo, allenato da Volker Finke, concluse il campionato di 2. Bundesliga al 4º posto. In Coppa di Germania il Friburgo fu eliminato al secondo turno dal Wolfsburg.

## Rosa
| N. |                         | Ruolo | Calciatore           |
| -- | ----------------------- | ----- | -------------------- |
| 1  | Germania (bandiera)     | P     | Alexander Walke      |
| 3  | Libano (bandiera)       | D     | Youssef Mohamad      |
| 4  | Georgia (bandiera)      | D     | Otar Khizaneishvili  |
| 6  | Germania (bandiera)     | D     | Dennis Aogo          |
| 7  | Germania (bandiera)     | C     | Niels Hansen         |
| 8  | Burkina Faso (bandiera) | C     | Jonathan Pitroipa    |
| 9  | Georgia (bandiera)      | A     | Aleksandr Iashvili   |
| 10 | Mali (bandiera)         | C     | Soumaila Coulibaly   |
| 16 | Portogallo (bandiera)   | A     | Cafú                 |
| 17 | Mali (bandiera)         | D     | Boubacar Diarra      |
| 18 | Nigeria (bandiera)      | D     | Seyi Olajengbesi     |
| 19 | Austria (bandiera)      | D     | Andreas Ibertsberger |
| 20 | Libano (bandiera)       | C     | Roda Antar           |

| N. |                         | Ruolo | Calciatore         |
| -- | ----------------------- | ----- | ------------------ |
| 21 | Germania (bandiera)     | C     | Dennis Bührer      |
| 22 | Germania (bandiera)     | C     | Sascha Riether     |
| 23 | Burkina Faso (bandiera) | C     | Wilfried Sanou     |
| 25 | Slovacchia (bandiera)   | A     | Henrich Benčík     |
| 28 | Germania (bandiera)     | C     | Maik Schutzbach    |
| 29 | Germania (bandiera)     | C     | Manuel Konrad      |
| 30 | Ghana (bandiera)        | A     | Owusu Ampomah      |
| 31 | Germania (bandiera)     | P     | Carsten Nulle      |
| 32 | Croazia (bandiera)      | P     | Josip Šolić        |
| 33 | Ghana (bandiera)        | A     | Ibrahim Tanko      |
| 34 | Mali (bandiera)         | C     | Boubacar Coulibaly |
| 36 | Germania (bandiera)     | D     | Daniel Schwaab     |
| 40 | Algeria (bandiera)      | A     | Karim Matmour      |

## Organigramma societario
Area tecnica
- Allenatore: Volker Finke
- Allenatore in seconda: Damir Burić, Karsten Neitzel, Achim Sarstedt, Christian Streich
- Preparatore dei portieri:
- Preparatori atletici:

## Calciomercato

### Sessione estiva
| Acquisti | Acquisti       | Acquisti            | Acquisti |
| R.       | Nome           | da                  | Modalità |
| -------- | -------------- | ------------------- | -------- |
| A        | Henrich Benčík | Saarbrücken         |          |
| A        | Cafú           | Siegen              |          |
| P        | Carsten Nulle  | Górnik Zabrze       |          |
| D        | Daniel Schwaab | Friburgo (juniores) |          |
| P        | Josip Šolić    | Friburgo (juniores) |          |

| Cessioni | Cessioni          | Cessioni               | Cessioni |
| R.       | Nome              | da                     | Modalità |
| -------- | ----------------- | ---------------------- | -------- |
| C        | Benjamin Baltes   | Lubecca                |          |
| C        | Mark Fotheringham | Aarau                  |          |
| D        | Lars Hermel       | Bahlinger SC           |          |
| A        | Samuel Koejoe     | Eintracht Braunschweig |          |
| P        | Julian Reinard    | Hakoah Ramat Gan       |          |
| A        | Steffen Wohlfarth | Ingolstadt 04          |          |

### Sessione invernale
| Acquisti | Acquisti | Acquisti | Acquisti |
| R.       | Nome     | da       | Modalità |
| -------- | -------- | -------- | -------- |

| Cessioni | Cessioni       | Cessioni | Cessioni |
| R.       | Nome           | da       | Modalità |
| -------- | -------------- | -------- | -------- |
| A        | Dennis Kruppke | Lubecca  |          |

## Risultati

### 2. Bundesliga

#### Girone di andata
| Friburgo in Brisgovia 13 agosto 2006, ore 14:00 CEST 1ª giornata | Friburgo | 0 – 0 referto | Hansa Rostock | Badenova-Stadion (15 000 spett.)\| Arbitro: \| Perl \| |
| Arbitro:                                                         | Perl     |               |               |                                                        |

| Arbitro: | Weiner |

|                                |           |  |
| Younga-Mouhani 42’ Wehlage 72’ | Marcatori |  |

| Arbitro: | Henschel |

|           |           |                |
| Antar 70’ | Marcatori | 65’ Kolomazník |

| Arbitro: | Kircher |

|              |           |           |
| Di Salvo 49’ | Marcatori | 85’ Antar |

| Arbitro: | Drees |

|                               |           |                           |
| Pitroipa 40’ Mohamad 55’, 90’ | Marcatori | 41’, 44’ Fuchs 76’ Kleine |

| Arbitro: | Grudzinski |

|                     |           |             |
| Klinka 2’, 35’, 90’ | Marcatori | 70’ Mohamad |

| Arbitro: | Wack |

|          |           |              |
| Willi 7’ | Marcatori | 44’ Iashvili |

| Arbitro: | Frank |

|                            |           |  |
| Pitroipa 55’ Coulibaly 83’ | Marcatori |  |

| Arbitro: | Sippel |

|           |           |                                      |
| Demai 37’ | Marcatori | 21’ Antar 64’ Pitroipa 88’ Coulibaly |

| Arbitro: | Fleischer |

|             |           |  |
| Mohamad 61’ | Marcatori |  |

| Arbitro: | Schriever |

|                       |           |  |
| Strauß 18’ Müller 30’ | Marcatori |  |

| Friburgo in Brisgovia 12 novembre 2006, ore 14:00 CET 12ª giornata | Friburgo | 0 – 0 referto | Colonia | Badenova-Stadion (20 000 spett.)\| Arbitro: \| Stark \| |
| Arbitro:                                                           | Stark    |               |         |                                                         |

| Arbitro: | Aytekin |

|                                |           |           |
| Helbig 56’ Fröhlich 63’ (rig.) | Marcatori | 7’ Hansen |

| Arbitro: | Brych |

|              |           |                                        |
| Iashvili 27’ | Marcatori | 6’ Müller 37’ (rig.) Sieger 88’ Türker |

| Arbitro: | Pickel |

|             |           |             |
| Röttger 30’ | Marcatori | 62’ Mohamad |

| Arbitro: | Kircher |

|  |           |                                                          |
|  | Marcatori | 31’ Kapllani 64’ Staffeldt 72’ Federico 89’ (aut.) Sanou |

| Arbitro: | Winkmann |

|  |           |           |
|  | Marcatori | 14’ Antar |

#### Girone di ritorno
| Arbitro: | Meyer |

|  |           |               |
|  | Marcatori | 48’ Coulibaly |

| Arbitro: | Sippel |

|                                            |           |             |
| Khizaneishvili 70’ Benčík 74’ Pitroipa 88’ | Marcatori | 79’ Epstein |

| Arbitro: | Kuhl |

|  |           |                        |
|  | Marcatori | 31’ Antar 54’ Iashvili |

| Arbitro: | Anklam |

|                           |           |  |
| Benčík 64’ Antar 68’, 85’ | Marcatori |  |

| Fürth; 19 febbraio 2007, ore 20:15 CET 22ª giornata | Greuther Fürth | 0 – 0 referto | Friburgo | Playmobil-Stadion (6 200 spett.)\| Arbitro: \| Rafati \| |
| Arbitro:                                            | Rafati         |               |          |                                                          |

| Arbitro: | Brych |

|                                                            |           |                                                           |
| Pitroipa 34’, 76’ Iashvili 49’ (rig.) Antar 51’ Benčík 85’ | Marcatori | 15’ Juskowiak 42’ Klinka 65’ Rangelov 81’ (rig.) Dostálek |

| Arbitro: | Fleischer |

|                                |           |                     |
| Iashvili 18’ (rig.) Benčík 81’ | Marcatori | 48’ (rig.) Mokhtari |

| Arbitro: | Winkmann |

|                               |           |                              |
| Bogavac 56’ Krejčí 62’ (rig.) | Marcatori | 24’ Pitroipa 66’ (aut.) Nicu |

| Arbitro: | Gräfe |

|                                         |           |          |
| Iashvili 11’, 82’ Antar 33’ Mohamad 90’ | Marcatori | 3’ Opara |

| Arbitro: | Stachowiak |

|  |           |                                     |
|  | Marcatori | 62’ Olajengbesi 75’ (rig.) Iashvili |

| Arbitro: | Fischer |

|                                |           |  |
| Mohamad 30’ Hdiouad 33’ (aut.) | Marcatori |  |

| Arbitro: | Stark |

|  |           |                                              |
|  | Marcatori | 12’ Pitroipa 49’ (rig.) Iashvili 54’ Matmour |

| Arbitro: | Weiner |

|             |           |                                  |
| Mohamad 62’ | Marcatori | 39’, 61’ (rig.) Voigt 90’ Werner |

| Arbitro: | Gräfe |

|                |           |                          |
| Oehrl 85’, 90’ | Marcatori | 35’, 73’ Sanou 37’ Antar |

| Arbitro: | Perl |

|  |           |             |
|  | Marcatori | 90’ Röttger |

| Arbitro: | Drees |

|  |           |                                            |
|  | Marcatori | 27’ Matmour 79’ (rig.) Iashvili 88’ Hansen |

| Arbitro: | Meyer |

|                                     |           |  |
| Wiblishauser 33’ (aut.) Matmour 57’ | Marcatori |  |

### Coppa di Germania
| Arbitro: | Winkmann |

|                       |           |                                   |
| Capretti 47’ Kuhn 50’ | Marcatori | 29’, 74’, 78’ Antar 75’ Coulibaly |

| Arbitro: | Schößling |

|           |           |  |
| Hanke 69’ | Marcatori |  |

## Statistiche

### Statistiche di squadra
| Competizione      | Punti | In casa | In casa | In casa | In casa | In casa | In casa | In trasferta | In trasferta | In trasferta | In trasferta | In trasferta | In trasferta | Totale | Totale | Totale | Totale | Totale | Totale | DR  |
| Competizione      | Punti | G       | V       | N       | P       | Gf      | Gs      | G            | V            | N            | P            | Gf           | Gs           | G      | V      | N      | P      | Gf     | Gs     | DR  |
| ----------------- | ----- | ------- | ------- | ------- | ------- | ------- | ------- | ------------ | ------------ | ------------ | ------------ | ------------ | ------------ | ------ | ------ | ------ | ------ | ------ | ------ | --- |
| 2. Bundesliga     | 60    | 17      | 9       | 4       | 4       | 30      | 22      | 17           | 8            | 5            | 4            | 25           | 17           | 34     | 17     | 9      | 8      | 55     | 39     | +16 |
| Coppa di Germania | -     | 0       | 0       | 0       | 0       | 0       | 0       | 2            | 1            | 0            | 1            | 4            | 3            | 2      | 1      | 0      | 1      | 4      | 3      | +1  |
| Totale            | 60    | 17      | 9       | 4       | 4       | 30      | 22      | 19           | 9            | 5            | 5            | 29           | 20           | 36     | 18     | 9      | 9      | 59     | 42     | +17 |

### Andamento in campionato
| Giornata  | 1  | 2  | 3  | 4  | 5  | 6  | 7  | 8  | 9  | 10 | 11 | 12 | 13 | 14 | 15 | 16 | 17 | 18 | 19 | 20 | 21 | 22 | 23 | 24 | 25 | 26 | 27 | 28 | 29 | 30 | 31 | 32 | 33 | 34 |
| --------- | -- | -- | -- | -- | -- | -- | -- | -- | -- | -- | -- | -- | -- | -- | -- | -- | -- | -- | -- | -- | -- | -- | -- | -- | -- | -- | -- | -- | -- | -- | -- | -- | -- | -- |
| Luogo     | C  | T  | C  | T  | C  | T  | T  | C  | T  | C  | T  | C  | T  | C  | T  | C  | T  | T  | C  | T  | C  | T  | C  | C  | T  | C  | T  | C  | T  | C  | T  | C  | T  | C  |
| Risultato | N  | P  | N  | N  | N  | P  | N  | V  | V  | V  | P  | N  | P  | P  | N  | P  | V  | V  | V  | V  | V  | N  | V  | V  | N  | V  | V  | V  | V  | P  | V  | P  | V  | V  |
| Posizione | 10 | 14 | 12 | 13 | 13 | 14 | 17 | 13 | 10 | 10 | 11 | 11 | 12 | 12 | 13 | 14 | 13 | 10 | 10 | 8  | 6  | 6  | 6  | 6  | 7  | 6  | 5  | 5  | 4  | 5  | 5  | 5  | 4  | 4  |

Legenda:

Luogo: C = Casa; T = Trasferta. Risultato: V = Vittoria; N = Pareggio; P = Sconfitta.

### Statistiche dei giocatori
| Giocatore         | 2. Bundesliga | 2. Bundesliga | 2. Bundesliga | 2. Bundesliga | Coppa di Germania | Coppa di Germania | Coppa di Germania | Coppa di Germania | Totale   | Totale | Totale      | Totale     |
| Giocatore         | Presenze      | Reti          | Ammonizioni   | Espulsioni    | Presenze          | Reti              | Ammonizioni       | Espulsioni        | Presenze | Reti   | Ammonizioni | Espulsioni |
| ----------------- | ------------- | ------------- | ------------- | ------------- | ----------------- | ----------------- | ----------------- | ----------------- | -------- | ------ | ----------- | ---------- |
| O. Ampomah        | 3             | 0             | 0             | 0             | 0                 | 0                 | 0                 | 0                 | 3        | 0      | 0           | 0          |
| R. Antar          | 32            | 10            | 6             | 1             | 2                 | 3                 | 1                 | 0                 | 34       | 13     | 7           | 1          |
| D. Aogo           | 19            | 0             | 4             | 0             | 0                 | 0                 | 0                 | 0                 | 19       | 0      | 4           | 0          |
| H. Benčík         | 26            | 4             | 1             | 0             | 1                 | 0                 | 0                 | 0                 | 27       | 4      | 1           | 0          |
| D. Bührer         | 3             | 0             | 1             | 0             | 1                 | 0                 | 0                 | 0                 | 4        | 0      | 1           | 0          |
| C. Cafú           | 11            | 0             | 0             | 0             | 2                 | 0                 | 0                 | 0                 | 13       | 0      | 0           | 0          |
| B. Coulibaly      | 0             | 0             | 0             | 0             | 0                 | 0                 | 0                 | 0                 | 0        | 0      | 0           | 0          |
| S. Coulibaly      | 34            | 3             | 2             | 0             | 2                 | 1                 | 0                 | 0                 | 36       | 4      | 2           | 0          |
| B. Diarra         | 17            | 0             | 0             | 0             | 1                 | 0                 | 0                 | 1                 | 18       | 0      | 0           | 1          |
| N. Hansen         | 17            | 2             | 2             | 0             | 1                 | 0                 | 0                 | 0                 | 18       | 2      | 2           | 0          |
| A. Iashvili       | 32            | 10            | 3             | 0             | 2                 | 0                 | 0                 | 0                 | 34       | 10     | 3           | 0          |
| A. Ibertsberger   | 27            | 0             | 4             | 0             | 1                 | 0                 | 0                 | 0                 | 28       | 0      | 4           | 0          |
| O. Khizaneishvili | 13            | 1             | 1             | 0             | 1                 | 0                 | 1                 | 0                 | 14       | 1      | 2           | 0          |
| M. Konrad         | 1             | 0             | 0             | 0             | 0                 | 0                 | 0                 | 0                 | 1        | 0      | 0           | 0          |
| D. Kruppke        | 7             | 0             | 1             | 0             | 2                 | 0                 | 0                 | 0                 | 9        | 0      | 1           | 0          |
| K. Matmour        | 31            | 3             | 4             | 0             | 2                 | 0                 | 0                 | 0                 | 33       | 3      | 4           | 0          |
| Y. Mohamad        | 31            | 8             | 7             | 1             | 1                 | 0                 | 0                 | 0                 | 32       | 8      | 7           | 1          |
| C. Nulle          | 1             | 0             | 0             | 0             | 0                 | 0                 | 0                 | 0                 | 1        | 0      | 0           | 0          |
| S. Olajengbesi    | 22            | 1             | 2             | 0             | 2                 | 0                 | 0                 | 0                 | 24       | 1      | 2           | 0          |
| J. Pitroipa       | 33            | 8             | 5             | 0             | 1                 | 0                 | 0                 | 0                 | 34       | 8      | 5           | 0          |
| S. Riether        | 29            | 0             | 1             | 0             | 2                 | 0                 | 0                 | 0                 | 31       | 0      | 1           | 0          |
| W. Sanou          | 24            | 2             | 1             | 1             | 0                 | 0                 | 0                 | 0                 | 24       | 2      | 1           | 1          |
| M. Schutzbach     | 0             | 0             | 0             | 0             | 0                 | 0                 | 0                 | 0                 | 0        | 0      | 0           | 0          |
| D. Schwaab        | 27            | 0             | 5             | 0             | 2                 | 0                 | 1                 | 0                 | 29       | 0      | 6           | 0          |
| I. Tanko          | 1             | 0             | 1             | 0             | 0                 | 0                 | 0                 | 0                 | 1        | 0      | 1           | 0          |
| A. Walke          | 33            | 0             | 5             | 0             | 2                 | 0                 | 0                 | 0                 | 35       | 0      | 5           | 0          |
| J. Šolić          | 0             | 0             | 0             | 0             | 0                 | 0                 | 0                 | 0                 | 0        | 0      | 0           | 0          |